# Fireworks, Should We See It from the Side or the Bottom? (2017)
Pour le téléfilm de 1993, voir Fireworks, Should We See It from the Side or the Bottom? (téléfilm).
Fireworks, Should We See It from the Side or the Bottom? (打ち上げ花火、下から見るか? 横から見るか?, Uchiage hanabi, shita kara miru ka? Yoko kara miru ka?, litt. Feux d'artifice, regardons d'en dessous ? Regardons depuis le côté ?), abrégé en Fireworks, est un film d'animation japonais dramatique, produit par le studio Shaft et publié par Tōhō. Basé sur le téléfilm du même nom de 1993 de Shunji Iwai, Fireworks est réalisé par Nobuyuki Takeuchi, produit par Genki Kawamura, avec un scénario écrit par Hitoshi Ohne et avec des compositions musicales de Satoru Kosaki.
Sorti au Japon le 18 août 2017, le film est projeté pour la première fois à l'étranger lors de la 65e édition du festival international du film de Saint-Sébastien, du 22 au 26 septembre 2017. Fireworks est officiellement sorti en France le 3 janvier 2018,.
Une adaptation du film d'animation en manga par Makoto Fugetsu est prépublié dans le Young Ace entre juin 2017 et février 2018,.

## Intrigue
Par un jour d'été, un groupe de jeunes garçons envisagent de regarder les feux d'artifice depuis le phare de la petite ville côtière de Moshimo, se demandant si les feux d'artifice sont ronds ou plats lorsqu'ils sont vus du côté. Parmi ce groupe, Norimichi et Yūsuke semblent en pincer pour la même fille, la jolie mais discrète Nazuna. Ses camarades de classe ne le savent pas encore mais cette dernière doit déménager et ainsi quitter l'école et la ville de Moshimo car sa mère va se remarier. Cependant les choses se compliquent lorsque Nazuna demande à Norimichi de fuguer avec elle…

## Personnages
- Nazuna Oikawa (及川 なずな, Oikawa Nazuna?)

Voix japonaise : Suzu Hirose, voix française : Kaïna Blada
- Norimichi Shimada (島田 典道, Shimada Norimichi?)

Voix japonaise : Masaki Suda, voix française : Nicolas Dussaut
- Yūsuke Azumi (安曇 祐介, Azumi Yūsuke?)

Voix japonaise : Mamoru Miyano, voix française : Jean-Pierre Leblan
- La mère de Nazuna (なずなの母, Nazuna no haha?)

Voix japonaise : Takako Matsu, voix française : Nathalie Bienaimé
- Mme Miura (三浦先生, Miura-sensei?)

Voix japonaise : Kana Hanazawa, voix française : Nayeli Forest
- Jun'ichi (純一?)

Voix japonaise : Shintarō Asanuma, voix française : Alexandre Coadour
- Kazuhiro (和弘?)

Voix japonaise : Toshiyuki Toyonaga, voix française : Alan Aubert
- Minoru (稔?)

Voix japonaise : Yūki Kaji, voix française : Grégory Laisne

## Production
Le 7 décembre 2016, Fireworks a été annoncé avec une sortie en salle pour le 18 août 2017 et est basé sur le téléfilm du même nom par Shunji Iwai. Hitoshi Ohne a écrit le script et a ajouté des éléments modernes à l'histoire originale. La distribution et l'équipe ont également été annoncés. Akiyuki Simbo supervise le travail en tant que réalisateur en chef du projet au studio Shaft.
La chanson thème du film, intitulée Uchiagehanabi (打上花火, litt. « Allumons un feu d'artifice »), est réalisée par Kenshi Yonezu et DAOKO (en).

## Sortie
Le film est sorti au Japon le 18 août 2017 par Tōhō. Le film est projeté pour la première fois hors du Japon lors de la 65e édition du festival international du film de Saint-Sébastien, du 22 au 26 septembre 2017, pour des projections spéciales. Le 11 juillet 2017, un événement de presse a annoncé que le film sera distribué et diffusé dans 110 pays et régions du monde. Edko Films Ltd. publie le film dans les cinémas de Hong Kong à partir du 28 septembre 2017. Madman Entertainment diffuse le film dans les salles australiennes et en néozélandais à partir du 5 octobre 2017,. Les cinémas britanniques diffusent le long-métrage depuis le 15 novembre 2017. Assuré par le distributeur Eurozoom et l'éditeur @Anime,, le film Fireworks est sorti dans les salles françaises le 3 janvier 2018,.

## Manga
Le film d'animation est aussi adapté en manga par Makoto Fugetsu et dont la prépublication commence dans le numéro de juillet 2017 du magazine de prépublication de seinen manga Young Ace, sorti le 2 juin 2017,. Cette adaptation s'est conclue dans le numéro de mars 2018, publié le 2 février 2018. Les chapitres sont rassemblés et édités dans le format tankōbon par Kadokawa Shoten avec le premier volume publié en août 2017 ; le second volume tankōbon est sorti en mars 2018.

### Liste des volumes
| no | Japonais       | Japonais          |
| no | Date de sortie | ISBN              |
| -- | -------------- | ----------------- |
| 1  | 4 août 2017    | 978-4-04-106000-1 |
| 2  | 2 mars 2018    | 978-4-04-106557-0 |

## Réception

### Box-office
Lors du premier jour de sa sortie, le film a rapporté 170 millions de yens (environ 1,32 million d'euros) pour 133 000 billets vendus. En deux jours, Fireworks a recueilli en total 295 millions de yens (environ 2.1 millions d'euros) pour 220 000 entrées. Débutant à la 3e place du box-office japonais pendant le weekend du 19 et 20 août 2017, il est supposé que le film engrange au total plus de 4 milliards de yen (environ 31.1 millions d'euros). Le film tombe à la 4e place lors de sa deuxième semaine, il le reste également pour sa troisième semaine où 78 000 billets ont été vendus rapportant au total 1,2 milliard de yens (environ 9.1 millions d'euros). Pour sa quatrième semaine, Fireworks chute de la 4e place à la 8e, il aura tout de même récolté 67 683 300 ¥ (environ 510 000 €), soit un total cumulatif de 1 324 536 300 yens (environ 9.98 millions d'euros).
Dès le premier weekend de sa sortie en Chine le 1er décembre 2017, Fireworks a engrangé 70 millions de yuans (environ 8.94 millions d'euros) et a débuté à la 2e place du box-office chinois. Le film s'est positionné derrière Doraemon: Nobita no Nankyoku Kachi Kochi Daibōken en termes de recettes au box-office des films japonais qui ont débuté cette année en Chine, surpassant celles de Sword Art Online: Ordinal Scale et A Silent Voice.

### Critiques
Fireworks a reçu des éloges avant sa sortie officielle en salle par de nombreux critiques et journalistes japonais. Le musicien Koremasa Uno a salué le doublage et a déclaré que le film « ne donne pas l'impression que c'est un travail d'Iwai ou Hitoshi Ōne, le scénariste. Mais plutôt du studio d'animation qui l'a produit, Shaft, et de son producteur, Genki Kawamura ». Le scénariste Tatsuya Masutō a écrit sur son compte Twitter que les « attentes à propos du film n'étaient pas décevantes, et l'anime pourrait être meilleur que le téléfilm original ». Il a également noté que l'anime est « plus qu'un simple remake » et « sa durée de 90 minutes par rapport à l'original de 50 minutes aide à ajouter de la satisfaction ».
Mark Schilling de The Japan Times a attribué une note de 3½ étoiles sur 5 au film et a salué « l'histoire d'amour pure et simple » du film. Mark a conclu sa critique en écrivant: « Fireworks tape dans le mille encore et encore - ou peut-être que c'était juste moi, retombant dans de vieux rêves de la fille parfaite regardant dans mon âme, toujours hors de portée ». Kim Morrissy d'Anime News Network a donné au film une note « B » et a applaudi « la grande musique et le doublage » et « l'intrigue simple mais passionnante » mais a critiqué les valeurs de production et les visuels du film qui « n'ajoutent rien au film sauf pour montrer qu'il a été réalisé par SHAFT ».
En France, le site Allociné recense une moyenne des critiques presse de 2,7/5, et des critiques spectateurs à 3/5. Cécile Mury de Télérama reste mitigée à propos du film où elle le décrit comme étant un « mélange incertain d’animation numérique et traditionnelle » dont l'histoire hésite « entre fantastique et chronique du spleen adolescent » sans pour autant être convaincant. Pour Sylvestre Picard de Première, bien que produit par Genki Kawamura, Fireworks est un ensemble de « cliché de l'anime japonais à base de mystérieuse jeune fille avec un pouvoir magique et d'adolescence ensoleillée ». Au niveau de l'animation qui lui paraissait « assez paresseuse », le film serait loin d'être à la hauteur des « classiques » de Ghibli tels que Le Voyage de Chihiro, Le Château ambulant et Ponyo sur la falaise même avec la présence de Nobuyuki Takeuchi, animateur sur les trois précédents longs-métrages susmentionnés. Selon Marius Chapuis de Libération, le film est plombé par son scénario « pas follement original » et par la présence de différents « stigmates de la crise de l’animation japonaise » tels que « l'effet de 3D plaqués trivialement, la réutilisation de plans, l'abus du flou et de la surexposition en guise de cache-misère, et l'application au chausse-pied d’un filtre “façon crayonné” en guise d’apprêt poétique ». Les personnages « s'agitant à l'écran » sont « si désincarnés, si fades » dont leur quête d’émancipation est sans cesse « caramélisée par une musique rose bonbon ».
Caroline Vié de 20 minutes présente Fireworks comme étant la confirmation « d'un cinéma d’animation japonais récent connaissant un renouveau passionnant » et qu'il en est un « fleuron réussi ». Débordant « d’idées et de poésie », cette histoire de fugue amoureuse nous permet en effet de visualiser « le Japon citadin, rural et côtier […] dans toute sa splendeur au gré des promenades des héros ». La fascination pour l'atmosphère est incessante et ce avant même de découvrir « un univers parallèle riche en surprises ». Les sentiments de l'héroïne sont bien mises en valeur par des chansons qui elles-mêmes le sont grâce à « une animation fluide et des images d’une grande poésie » faisant voyager les spectateurs « loin du monde réel » tout comme les personnages. Lloyd Chéry, journaliste chez Le Point, considère également le long-métrage d'animation comme étant « une preuve supplémentaire d'une nouvelle génération d'artistes nippons ». Pour Lloyd, l'une des « belles réussites » du film est le mélange habile de fantastique et de drame social, où avec des enfants seuls face à des adultes « arrogants, menteurs, violents, lâches et aveugles », l'importance du passage à l'âge adulte de la culture japonaise et l'évocation d'autres sujets marquants (« les problèmes scolaires, l'absurdité des conventions sociales, la prostitution, les rapports hommes/femmes, le divorce, le suicide… ») sont atténués par le côté fantastique qui « embrasse l'imaginaire propre à l'enfance ». Les points supplémentaires du film viennent d'une part de son visuel qui dispose « d'une esthétique dynamique et originale » avec des « gros efforts faits sur les décors et les paysages » et où certaines séquences sont carrément reproduites plan par plan du téléfilm originel, et d'autre part de la composition musicale qui fait « immerger le spectateur dans cette belle fable ».

### Sources
1. 1 2 3  (en) « Shunji Iwai's 'Fireworks' Drama Gets Anime Film From SHAFT », sur Anime News Network, 7 décembre 2016 (consulté le 10 août 2017)
2. 1 2  (en) « UCHIAGE HANABI, SHITA KARA MIRUKA? YOKO KARA MIRUKA? / FIREWORKS, SHOULD WE SEE IT FROM THE SIDE OR THE BOTTOM? », sur Festival international du film de Saint-Sébastien (consulté le 12 décembre 2017)
3. 1 2  « FIREWORK en France », sur Facebook, 28 août 2017 (consulté le 29 août 2017)
4. 1 2  Nordvei, « Le film d'animation Fireworks au cinéma en France le 3 janvier 2018 », sur natiljon.com, 28 août 2017 (consulté le 29 août 2017)
5. 1 2  (en) « SHAFT, Shunji Iwai's 'Fireworks' Anime Film Gets Manga Adaptation », sur Anime News Network, 1er mai 2017 (consulté le 10 août 2017)
6. 1 2  (ja) « 次号YAに三部けいの新連載が登場！今号ではコミカライズ2本がスタート », sur natalie.mu,‎ 2 juin 2017 (consulté le 19 décembre 2018)
7. 1 2 3 4 5 6  (en) « Fireworks, Should We See it from the Side or the Bottom? (movie) », sur animenewsnetwork.com
8. ↑  (ja) « 岩井俊二の傑作「打ち上げ花火、下から見るか？横から見るか？」、大根仁×新房昭之でアニメ映画化！ », sur eiga.com (consulté le 10 août 2017)
9. ↑  « Uchiage Hanabi shita kara Miru ka? Yoko kara Miru ka? : le nouveau projet du studio SHAFT », sur nautiljon.com, 8 décembre 2016 (consulté le 10 août 2017)
10. ↑  (en) « Shaft, Shunji Iwai's 'Fireworks' Anime Film's Promo Previews Theme Song by Kenshi Yonezu, Daoko », sur Anime News Network, 27 juin 2017 (consulté le 10 août 2017)
11. ↑  (en) « Shaft, Shunji Iwai's 'Fireworks' Anime Film Reveals 3rd Trailer, Release in 110 Countries », sur Anime News Network, 11 juillet 2017 (consulté le 10 août 2017)
12. ↑  (zh-Hant) « 煙花，應該和誰看 », sur Yahoo!,‎ 28 juillet 2017 (consulté le 13 décembre 2017)
13. ↑  (en) « Fireworks en Australie et Nouvelle-Zélande à partir du 5 Octobre! », sur Madman Entertainment, Twitter, 7 septembre 2017 (consulté le 21 août 2017)
14. ↑  (en) « Special Madman Announcements At SMASH 2017 », sur Madman Entertainment, 20 août 2017 (consulté le 21 août 2017)
15. ↑  (en) « Fireworks Cinema Release on November 15 », sur Anime News Network, 18 octobre 2017 (consulté le 4 janvier 2018)
16. ↑  « Le film d'animation Fireworks prochainement au cinéma en France ! », sur nautiljon.com, 9 juillet 2016 (consulté le 10 août 2017)
17. ↑  « Nouveau trailer pour le film d’animation Fireworks, basé sur un drama de Shunji Iwai », sur AnimeLand, 12 juillet 2016 (consulté le 10 août 2017)
18. ↑  (ja) « 【8月4日付】本日発売の単行本リスト », sur natalie.mu,‎ 4 août 2017 (consulté le 19 décembre 2018)
19. ↑  (ja) « 【3月2日付】本日発売の単行本リスト », sur natalie.mu,‎ 2 mars 2018 (consulté le 19 décembre 2018)
20. ↑  (en) « Shunji Iwai's 'Fireworks' Anime Film Earns 170 Million Yen in 1 Day », sur Anime News Network, 19 août 2017 (consulté le 21 août 2017)
21. ↑  (en) Mikikazu Komatsu, « Japan Box Office: "Uchiage Hanabi/Fireworks" Delivers 295 Million Debut, Ranking 3rd », sur Crunchyroll, 22 août 2017 (consulté le 29 août 2017)
22. ↑  (en) « Shunji Iwai's 'Fireworks' Anime Film Debuts at #3 at Japanese Box Office », sur Anime News Network, 21 août 2017 (consulté le 21 août 2017)
23. ↑  (en) « 'Fireworks' Anime Film Ranks at #4 in 2nd Weekend at Japanese Box Office », sur Anime News Network, 28 août 2017 (consulté le 10 septembre 2017)
24. ↑  (en) « 'Fireworks' Anime Film Stays at #4 in 3rd Weekend at Japanese Box Office », sur Anime News Network, 9 septembre 2017 (consulté le 10 septembre 2017)
25. ↑  (en) « 'Fireworks' Anime Film Falls to #8 at Japanese Box Office », sur Anime News Network, 14 septembre 2017 (consulté le 15 septembre 2017)
26. ↑  (en) « Shunji Iwai's 'Fireworks' Film Ranks #2, Earns 70 Million Yuan in China Opening : Film is already 2nd-highest earning 2017 Japanese film in China behind Doraemon film », sur Anime News Network, 4 décembre 2017 (consulté le 4 janvier 2018)
27. ↑  (en) « Early Reviews Praise Shunji Iwai's 'Fireworks' Anime Film », sur Anime News Network, 14 août 2017 (consulté le 21 août 2017)
28. ↑  (en) Mark Schilling, « ‘Fireworks, Should We See It from the Side or the Bottom?’: Will Japan fall in love with another pair of animated teens? », sur The Japan Times, 23 août 2017 (consulté le 3 janvier 2018)
29. ↑  (en) Kim Morrissy, « Fireworks, Should We See it from the Side or the Bottom? », sur Anime News Network, 23 août 2017 (consulté le 3 janvier 2018)
30. ↑  « Fireworks », sur Allociné (consulté le 3 janvier 2018)
31. ↑  « Fireworks », sur Télérama, 2 janvier 2018 (consulté le 3 janvier 2018) : « Mélange incertain d’animation numérique et traditionnelle, cette drôle de fable hésite aussi entre fantastique et chronique du spleen adolescent, sans vraiment convaincre ni dans un genre ni dans l’autre. »
32. ↑  Christophe Narbonne (Rédacteur en chef), Sylvestre Picard (Rédacteur) et al., « Le grand jeu, Les heures sombres, Burn out : les films au cinéma cette semaine », sur Première, 3 janvier 2018 (consulté le 3 janvier 2018) : « Deux ados japonais partent en cavale avec une amulette permettant de remonter le temps. Fireworks a beau avoir été produit par Genki Kawamura (Les Enfants loups, Le Garçon et la Bête, Your Name…), le film ne nous épargne aucun cliché de l'anime japonais à base de mystérieuse jeune fille avec un pouvoir magique et d'adolescence ensoleillée. Même l'animation, assez paresseuse, ne réussit pas à sauver l'affaire malgré la présence au générique de Nobuyuki Takeuchi, animateur sur Le Voyage de Chihiro, Le Château ambulant et Ponyo sur la falaise. On est loin de ces modèles. »
33. ↑  Marius Chapuis, « «FIREWORKS», TROP-PLEIN D’ARTIFICES », sur Libération, 2 janvier 2018 (consulté le 3 janvier 2018) : « Lesté d’un scénario pas follement original, Fireworks souffre de porter tous les stigmates de la crise de l’animation japonaise : effet de 3D plaqués trivialement, réutilisation de plans, abus du flou et de la surexposition en guise de cache-misère, et application au chausse-pied d’un filtre «façon crayonné» en guise d’apprêt poétique. Ce feu nourri d’artifices pourrait être oublié si les personnages qui s’agitent à l’écran n’étaient pas si désincarnés, si fades, et leur quête d’émancipation perpétuellement caramélisée par une musique rose bonbon. »
34. ↑  Caroline Vié, « « Fireworks » prouve que l'animation japonaise a une nouvelle vie après Miyazaki : « Fireworks » confirme que le cinéma d’animation japonais récent connaît un renouveau passionnant… », sur 20 minutes, 2 janvier 2018 (consulté le 4 janvier 2018)
35. ↑  Lloyd Chéry, « Avec Fireworks, l'animation japonaise confirme son renouveau », sur Le Point, 3 janvier 2018 (consulté le 4 janvier 2018)

### Œuvres
Édition japonaise
Manga
1. 1 2  (ja) « 打ち上げ花火、下から見るか？横から見るか？　（１） », sur Kadokawa (consulté en 19)
2. 1 2  (ja) « 打ち上げ花火、下から見るか？横から見るか？　（２） », sur Kadokawa (consulté en 19)